# Trvalá dovolená
Trvalá dovolená (Permanent Vacation) je nezávislý americký film z roku 1980, jehož režisérem byl Jim Jarmusch. Film natočil během studií Newyorské univerzitě za stipendium, které bylo ale určeno na studium. Univerzita mu proto odmítla udělit absolutorium.

## Obsazení (v abecedním pořadí)
| Richard Boes     | válečný veterán           |
| Ruth Bolton      | matka                     |
| Sara Driver      | zdravotní sestra          |
| María Duval      | latinskoamerická dívka    |
| Frankie Faison   | muž ve vestibulu kina     |
| Jane Fire        | zdravotní sestra          |
| Suzanne Fletcher | dívka v autě              |
| Leila Gastil     | Leila                     |
| Chris Hameon     | francouzský cestující     |
| John Lurie       | saxofonista               |
| Eric Mitchell    | překupník s auty          |
| Chris Parker     | Aloysious „Allie“ Parker  |
| Lisa Rosen       | dívka prodávající popcorn |
| Felice Rosser    | žena u poštovní schránky  |
| Evelyn Smith     | pacient                   |
| Charlie Spademan | pacient                   |

## Hudba
Hudba k filmu je dílem Jima Jarmusche a Johna Lurie. Dále je použita skladba Up There in Orbit, kterou složil a hraje Earl Bostic.

## Ocenění filmu
- Cena Josefa von Sternberga, Mezinárodní mannheimský filmový týden (Internationales Filmfestival Mannheim-Heidelberg), 1980